# Осташинское вооружённое восстание
Осташинское вооруженное восстание — восстание крестьян, которое произошло в марте 1932 года. Крестьяне деревни Осташино Новогрудского повета и окрестностей сожгли имения помещика, усадьбы местного осадника и торговца за то, что те покупали на аукционе конфискованные у крестьян за неуплату налогов пожитки. Полиция арестовала зачинщиков выступления, но крестьяне под руководством своего комитета отбили их, захватили оружие и начали перестрелку с полицией.
Власти жестоко расправились с повстанцами: по решению чрезвычайного суда 5 июля 1932 г. крестьяне И. Бахар, А.Гаврош, А.Малец, В. Стасевич были повешены, пять человек получили пожизненное заключение, 44 человека получили по 5-6 лет тюрьмы.
В советское время в селе установлен памятный знак к этому событию.